# Brit invázió
A brit invázió (angolul: British Invasion) a rock történetének rövid, az 1960-as évek közepétől a végéig terjedő szakaszát jellemző stílusárnyalat volt. Voltaképpen a gyűjtőfogalma volt azon brit együttesek zenéjének, amelyek a Beatles világsikere után „átkeltek az óceánon”, azaz népszerűek lettek az amerikai kontinensen is. A gyűjtőfogalom alá olyan együttesek is tartoztak, mint a hard rockot játszó Rolling Stones, Led Zeppelin és a Kinks vagy mint a lágyabb „sweet pop”-ot játszó Gerry & The Pacemakers és a Herman’s Hermits. A brit invázió zenei stílusára hatott az amerikai rock & roll, blues és R&B. 1964 és 1969 között ezek az együttesek dalaikkal uralták az amerikai (és a brit) slágerlistákat. A később indult második hullámhoz olyanok tartoztak, mint például a Zombies. Bár egyesek rock-ikonokká váltak, többségük nem élte túl az 1960-as évek végét. Az 1970-es években az előadók egy része új felállásban illetve felfogásban játszott, például a Hollies feloszlása után Graham Nash a Crosby, Stills, Nash & Young együttest (supergroupot) alakította meg. A brit invázió korszakában indult együttesek közül máig aktív a Rolling Stones és a Manfred Mann, valamint az ekkor még nem átütően sikeres Pink Floyd.

## Jellemző albumok
- Past Masters, Vol. 1 [1988] by The Beatles
- History of the Dave Clark Five [1993] by The Dave Clark Five
- Big Hits High Tide and Green Grass [1966] by Rolling Stones

## Jellemző előadók
- The Action
- The Animals
- The Beatles
- Dave Berry
- Cilla Black
- Chad & Jeremy
- Neil Christian
- The Dave Clark Five
- The Creation
- The Spencer Davis Group
- The Downliners Sect
- Wayne Fontana & the Mindbenders
- Freddie and the Dreamers
- Gerry & The Pacemakers
- Herman's Hermits
- Led Zeppelin
- The Hollies
- The Kinks
- Billy J. Kramer & the Dakotas
- Lulu
- Manfred Mann
- The Merseybeats
- The Moody Blues
- Peter & Gordon
- Pink Floyd
- The Pretty Things
- The Rolling Stones
- The Searchers
- The Small Faces
- The Sorrows
- Swinging Blue Jeans
- Them
- The Tremeloes
- The Troggs
- The Who
- The Yardbirds
- The Zombies